# Tadeusz Żaba
Tadeusz Żaba herbu Kościesza z następującą odmianą - w klejnocie zamiast trzech piór strusich uniesiona ręka z szablą (zm. 1800) – przedstawiciel rodziny Żabów herbu Kościesza, ostatni wojewoda połocki 1784–1792 po śmierci Józefa Sosnowskiego, kasztelan połocki 1776–1784, podkomorzy wileński 1771–1776, podwojewodzi wileński 1767–1771. Senator Rzeczypospolitej. Marszałek wileński w konfederacji radomskiej (1767), chorąży husarski w 1767 roku, dyrektor wileńskiego sejmiku trybunalskiego i sejmiku elekcyjnego w 1768 roku.

## Życiorys
Właściciel dóbr Świady. Poddany cesarzowej Katarzyny II. W załączniku do depeszy z 2 października 1767 roku do prezydenta Kolegium Spraw Zagranicznych Imperium Rosyjskiego Nikity Panina, poseł rosyjski Nikołaj Repnin określił go jako posła właściwego dla realizacji rosyjskich planów na sejmie 1767 roku, poseł powiatu wileńskiego na sejm 1767 roku. Członek konfederacji Andrzeja Mokronowskiego i poseł na sejm 1776 roku z województwa wileńskiego. Był chorążym usarskim. Był członkiem konfederacji Sejmu Czteroletniego.
Odznaczony Orderem Orła Białego w 1781, odznaczony Orderem Świętego Stanisława w 1777. Pochowany w Giełwanach.
Do historii przeszedł jako człowiek okrutny, dumny, niewyrozumiały dla swych poddanych.
Od niego pochodzi przysłowie: „Nie ta Żaba, co w błocie, Ale ta co w złocie” – Darowski „Jeden rozdział do przyszłej księgi przysłów polskich” (str. 82).
Ignacy Chodźko pisał o Tadeuszu Żabie „Panie wojewoda, Cóż to za moda, Na to nie zgoda, żołnierzy zbierasz, szlachtę pożerasz...”